# (69230) Hermes
(69230) Hermes ist ein erdnaher Asteroid, der zum Apollo-Typ zählt. Er wurde am 28. Oktober 1937 von Karl Wilhelm Reinmuth entdeckt, als der Asteroid in 1,5-facher Monddistanz an der Erde vorbeiflog, sein Durchmesser wurde auf 1200 m geschätzt. Nach fünf Tagen ging er wieder verloren. Der Himmelskörper wurde nach dem römischen Götterboten Hermes benannt. Da seine Bahn wegen der kurzen Beobachtungsdauer nicht bestimmt werden konnte, erhielt er vorerst keine offizielle Nummer, die den Asteroidennamen normalerweise vorangestellt wird.
Im Oktober 2003 wurde der Kleinplanet mit LONEOS, einem der zehn modernen Suchprojekte, wiedergefunden und identifiziert. Er erhielt die Nummer 69230. Diesmal passierte Hermes die Erde 10-mal entfernter (am 4. November 2003 in 7 Millionen km). Eine genaue Bahnbestimmung ergab, dass sich Hermes 1942 unbeobachtet der Erde bis auf 1,6-fache Monddistanz genähert hatte.
Hermes ist nach Radarbeobachtungen ein Doppelasteroid mit einem gleich großen Mond. Photometrische Beobachtungen haben gezeigt, dass sich die beiden Komponenten in 13,9 Stunden in doppelt gebundener Rotation umkreisen, d. h. sie wenden einander dabei stets die gleiche Seite zu.